# ビリー・カニンガム
ウィリアム・ジョン・"ビリー"・カニンガム (William John "Billy" Cunningham, 1943年6月3日 - ) は、アメリカ合衆国の元バスケットボール選手、指導者、解説者。プロリーグNBAのフィラデルフィア・76ersを選手として、あるいはヘッドコーチとして長年支えてきた人物として知られ、シクサーズの2度の優勝に大きく貢献した。
ノースカロライナ大学 (ターヒールズ) 卒業後、1965年のNBAドラフトで全体5位指名でシクサーズに入団。1967年の優勝に貢献して以後はチームのエースとして76ersを率い、またNBAオールスターゲーム出場4回、オールNBAチーム選出4回を誇るリーグを代表するスモールフォワードとして活躍した。キャリア中盤にはABAのカロライナ・クーガーズでプレーし、1973年にはMVPを受賞している。現役引退後はヘッドコーチとして、76ersを1983年の優勝に導いた。1986年には殿堂入りを果たし、NBA50周年記念オールタイムチームにも選ばれ、背番号「32」は76ersの永久欠番となっている。

## 生い立ち
ニューヨークのブルックリンで生まれたウィリアム・ジョン・カニンガムは、5回目の誕生日を迎えた時に、初めてバスケットボールを与えられた。それからというもの、彼は毎日のように家を抜け出しては、3ブロック先の聖リマ・ローサ中学校のバスケットコートに通い詰めるバスケット少年となった。プレーグラウンドでは常連となり、その圧倒的な跳躍力から"カンガルー・キッド"の異名を与えられた。またエラスムス・ホール高校では学校のスターとして同校バスケットボールチームをニューヨークのシティ・チャンピオンシップに導き、自身は1961年のブルックリンリーグのMVPを受賞。ニューヨークのオール1stチームやパレード誌選出のオールアメリカチームにも選ばれている。

## カレッジ
ノースカロライナ大学ターヒールズをNCAAチャンピオンに導いた名将、フランク・マクガイアはコーチを後任のディーン・スミスに譲る際、この新米コーチにブルックリンから連れてきた少年を預けた。スミス新米コーチは、1961年の秋、ノースカロライナ大のキャンパスがあるチャペルヒルのバス停に降り立った、前任コーチの贈り物を見てたまげたものである。骨と皮だけのようなほっそりとした身体に、そばかすが残る顔、内股気味に歩くまだあどけなさを残した赤毛の少年。「ああ、なんてことだ」カニンガムを見たスミスの第一印象である。「一体全体どうしたらこの少年が試合に出られるんだ。彼は歩くことさえできやしない」。
しかし彼はもちろん歩くことができたし、そして素晴らしいバスケットボール選手だった。1年目の1961-62シーズンから平均20.7得点12.7リバウンドという数字を叩き出し、ターヒールズのエースとしてチームを牽引。1963年2月16日のクレムゾン大学戦では27リバウンドをあげ、1964年12月10日のチューレーン大学戦ではノースカロライナ大の記録を塗り替える48得点を記録している。大学4シーズンの通算成績は通算1,709得点（平均24.8得点）1,062リバウンド（15.4リバウンド）であり、通算1,062リバウンドは同校の新記録となった。大学在学中には、オール・ACCチームに3回、ACC年間最優秀選手（1965）、オールACCトーナメントチームに3回、オールACCアカデミック（1965）、全米バスケットボール記者協会選出オールアメリカ（1965）、The Sporting News選出オールアメリカ2ndチーム（1965）など様々な賞を受賞。また1965年のユニバーシアードにも出場している。2002年にはACC50周年を記念して発表されたACC50周年記念オールタイムチームにも選ばれた。

## NBAキャリア

### フィラデルフィア・76ers

#### キャリア初期

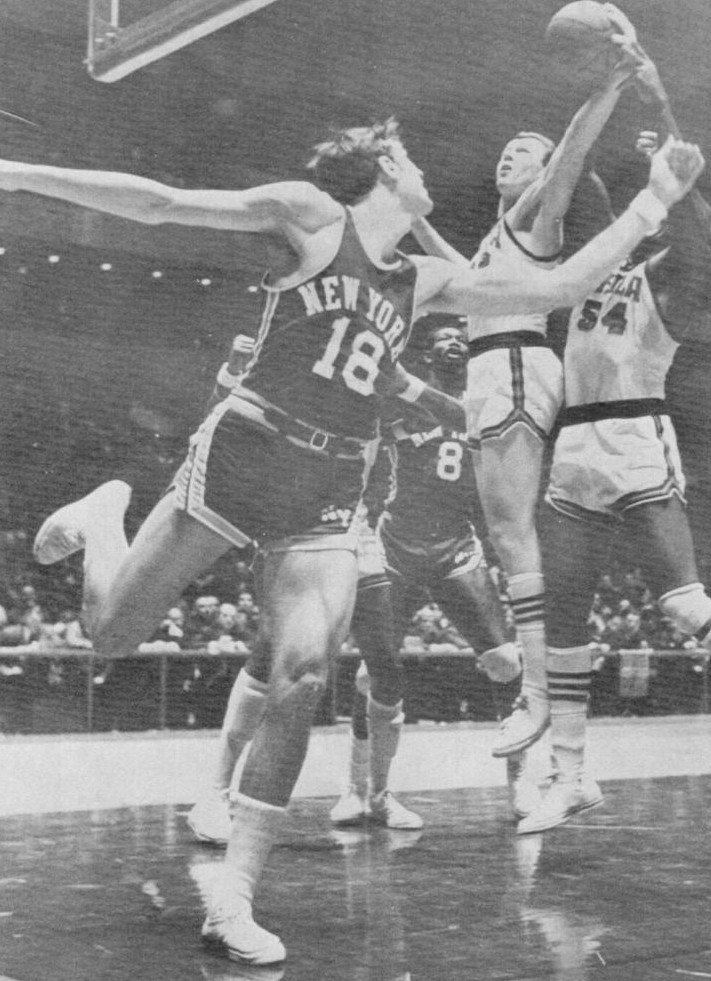
フィル・ジャクソン (18番) 、ウォルト・ベラミー (8番) 、ビル・カニンガム (ボール保持) 、ルーシャス・ジャクソン (54番) 、ニックス戦にて

大学での活躍が認められたカニンガムは、1965年のNBAドラフトで全体5位指名でNBAのフィラデルフィア・76ersに入団した。同期にはビル・ブラッドリー、ゲイル・グッドリッチ、リック・バリー、ジェリー・スローンらがいる。シクサーズは当初、6フィート6インチ（約198cm）と長身ながら痩身だったカニンガムを、ガードとして起用しようとした。そしてプレシーズンのエキシビジョンゲームでボストン・セルティックスのガード、K.C.ジョーンズのマッチアップを経験。リーグ屈指の好ディフェンダーとして知られるジョーンズのマークを受け、カニンガムは「ハーフコートラインまでが1マイル半あるかのように思えた」と語っている。結局カニンガムにはガードとしての適性は認められず、彼の才能である粘り強さや跳躍力を活かせるスモールフォワードとしてルーキーイヤーの1965-66シーズンを迎える事になった。そしてカニンガムは平均14.3得点7.5リバウンドのシーズン成績を残し、オールルーキーチームに選ばれている。
当時のシクサーズはカニンガムが入団する前年に、怪物センターのウィルト・チェンバレンを獲得し、中堅チームから脱皮しようとしている時期だった。チェンバレンに得点力に優れたガードのハル・グリア、スモールフォワードのチェット・ウォーカー、そして新人のカニンガムと充実したメンバーが揃ったシクサーズは、カニンガムが入団した1965-66シーズンにデビジョン1位となる55勝25敗の成績を収めた。デビジョン1位の座が当時NBAファイナル7連覇中だったボストン・セルティックスから他のチームに移るのは、実に9年ぶりのことであり、シクサーズには長らく続いたセルティックスのリーグ支配に終止符を打つことが期待された。しかしNBAプレーオフではデビジョン決勝でのセルティックスとの対決で1勝4敗と完敗を喫している。ルーキーのカニンガムはこのシリーズで平均5.3得点と、チームの助けになることは出来なかった。

#### 1967年の優勝
シクサーズは新シーズンを迎える前にアレックス・ハナムを新コーチに招聘した。ハナムはチェンバレンに集中し過ぎてきたシクサーズのオフェンスを改めさせ、チーム全体で得点を分け合うよう指示した。これが奏功し、シクサーズのオフェンスは劇的に向上。シクサーズは1966-67シーズンに勝率8割を超える68勝13敗の成績を残し、新しい戦術の恩恵を受けたカニンガムもベンチスタートながら平均18.5得点7.3リバウンドまで成績を伸ばした。そしてプレーオフ・デビジョン決勝にて歴史が変わる場面が訪れた。セルティックスとのシリーズを3勝1敗でフィラデルフィアでの第5戦を迎えたシクサーズは、140-116でセルティックスに完勝。10年に及んだセルティックス支配が終わった瞬間の興奮は、観客がコートに溢れ、半暴動状態となったほどである。ファイナルではカニンガムとは同期のリック・バリーがエースを務めるフィラデルフィア・ウォリアーズと対決。シクサーズはチェンバレンの古巣でもあるウォリアーズを4勝2敗で破り、優勝を遂げた。ファイナルでは第1戦で26得点、第2戦で28得点と活躍したカニンガムは、NBA2年目にして早くもチャンピオンリングを手に入れる事になった。
しかしシクサーズの栄華は長続きしなかった。シクサーズは翌1967-68シーズンもリーグ1位となる62勝20敗の好成績を収めたが、プレーオフではデビジョン決勝でセルティックスに3勝4敗で敗れ、ボストン王朝の復活を許してしまった。カニンガムは平均17.9得点7.4リバウンドの成績を残している。

#### エースとして
1968-69シーズンを前にシクサーズを優勝に導いたチェンバレンがロサンゼルス・レイカーズに移籍。さらにアレックス・ハナムもコーチ職を辞したため、シクサーズは新シーズンの苦戦が予想された。しかしチェンバレンの移籍を機にいよいよカニンガムの才能が発揮され、彼はこのシーズンに得点とリバウンドの二つの部門でチームトップとなる平均24.8得点12.8リバウンド3.5アシストの成績を残し、NBAオールスターゲームに初出場を果たし、オールNBA1stチームにも選ばれた。カニンガムの活躍でシクサーズの地位も大きく揺らぐことなく、このシーズンは55勝27敗の成績を残した。しかしプレーオフでは因縁の相手であるセルティックスに1勝4敗で敗れた。
翌1969-70シーズンにカニンガムは得点とリバウンドでキャリアハイとなる平均26.1得点13.6リバウンド4.3アシストを記録するが、カニンガムが選手としてのピークを迎えるのと同時に、シクサーズは衰退期に入った。チェット・ウォーカーも放出したシクサーズは、このシーズンに前年度を大きく下回る42勝40敗を記録。プレーオフでは1回戦で大物新人ルー・アルシンダー擁するミルウォーキー・バックスに敗れた。1970-71シーズンにカニンガムは平均23.0得点11.7リバウンド4.9アシストを記録し、3年連続のオールスターとやはり3年連続のオールNBA1stチームに選ばれる。シクサーズはアーチー・クラークの成長やジム・ワシントンの加入を受けて前年度を上回る47勝35敗を記録した。しかし翌1971-72シーズンにはクラークが移籍した上に、長年シクサーズを支えてきたハル・グリアも衰えを隠せなくなり、カニンガムは平均23.3得点12.2リバウンド5.9アシストを記録したものの、30勝52敗と負け越したシクサーズはプレーオフ出場も逃した。

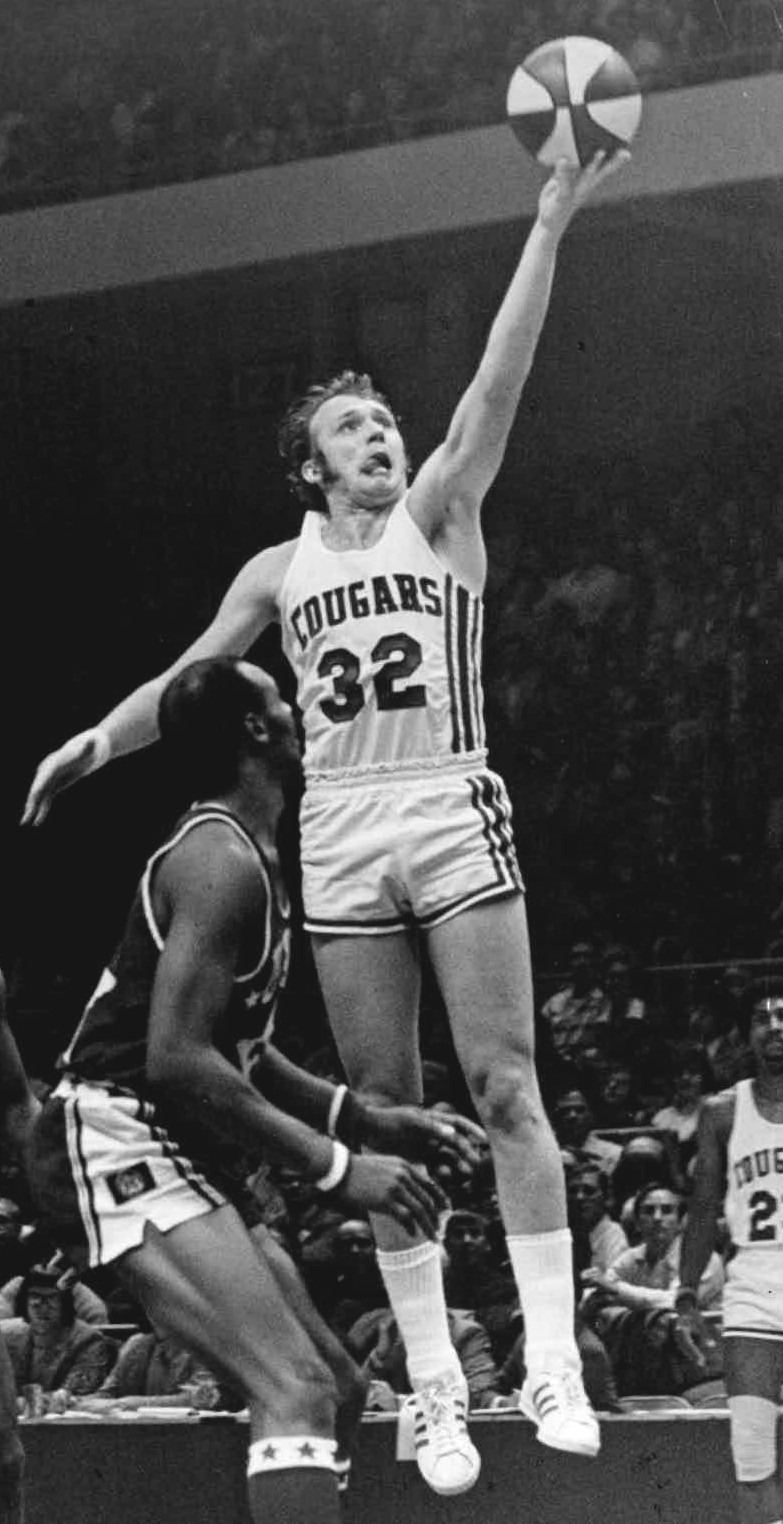
1972年のカニンガム

カニンガムはこのシーズンを限りにシクサーズを去ることを決意するが、彼の移籍により、翌1972-73シーズンの76ersは悪夢のようなシーズンを経験する。シクサーズは9勝73敗という、NBA史上最低となる勝率を記録してしまうのである。

### ABAとシクサーズへの帰還

#### カロライナ・クーガーズ
カニンガムが選んだ移籍先は1967年に誕生したばかりの新興リーグであり、NBAのライバルリーグだったABAのカロライナ・クーガーズだった。NBAでは一流選手だったカニンガムは、ABAでも一流だった。彼はABAでの1年目となる1972-73シーズンに平均24.1得点12.0リバウンド6.3アシスト2.6スティールの成績を記録し、クーガーズをリーグ1位となる57勝27敗の成績に導いたのである。プレーオフではデビジョン決勝でダン・イッセル、アーティス・ギルモア擁するケンタッキー・カーネルズに敗れるが、カニンガムはシーズンMVPを受賞している。翌1973-74シーズンは足の怪我で出場を32試合に制限されるも平均20.5得点10.3リバウンドの成績を残したが、彼の欠場が響いたクーガーズのチーム成績は47勝37敗に留まった。

#### 古巣での引退
カニンガムは1974-75シーズンに古巣フィラデルフィア・76ersに復帰する。カニンガムのクーガーズ移籍で泥沼を這いずり回ったシクサーズだが、カニンガムの復帰に対するファンの反発はそれほど大きくはなかった。すでにハル・グリアは引退しており、シクサーズはフレッド・カーターやダグ・コリンズ、スティーヴ・ミックスらが主力を成すチームとなっていた。カニンガムは復帰1年目で平均19.5得点9.1リバウンド5.5アシストの成績を残し、チームもカニンガムの復帰で前年度の25勝を上回る34勝38敗の成績を残した。
カニンガムの引退は突然訪れた。1975-76シーズンの試合中に膝を故障。この怪我が元で、彼は2度とプロのコートに立つことは叶わなくなった。しかし彼は強制的な引退を強いられたことにそれほどショックを受けなかったようであり、本人は「私は全てのスポーツマンが苦しむ事になるその決定（引退）について悩む必要がなかったよ」と語っている。

## 引退後

### コーチキャリア
カニンガムの選手としてのキャリアは、1975年に終わったが、しかしそれで彼のバスケットキャリアが終わったわけではなかった。カニンガムは彼が選手として9年間所属したフィラデルフィア・76ersにヘッドコーチとして招かれ、1977-78シーズンから指揮を採ることになった。シクサーズは生え抜きのダグ・コリンズと元ABAのジョージ・マクギニス、そしてやはり元ABAの大スター、ジュリアス・アービングらを主力とするチームとなり、カニンガムのコーチ就任1年目から55勝27敗を記録したが、プレーオフではカンファレンス決勝でエルヴィン・ヘイズ、ウェス・アンセルド擁するワシントン・ブレッツの前に敗れた。その後マクギニスはチームを離れ、ダリル・ドーキンスやモーリス・チークス、ボビー・ジョーンズらが加入したシクサーズはイースタン・カンファレンスを代表する強豪チームとなるが、1979年にNBA入りした2人の新人が彼らの前に立ちはだかることになる。
一人はシクサーズと同じイースタン・カンファレンスに所属するボストン・セルティックスに入団したラリー・バードである。1979-80シーズンに59勝23敗をあげたシクサーズは、カンファレンス決勝でバードのセルティックスを4勝1敗で退けたが、ファイナルではもう一人の新人、マジック・ジョンソンが入団したロサンゼルス・レイカーズに2勝4敗で敗れた。1980-81シーズンには62勝をあげるが、今度はカンファレンス決勝でセルティックスに、58勝をあげた翌1981-82シーズンにはファイナルで再びレイカーズに敗れた。
どうしても優勝できないシクサーズは1982-83シーズンを前に思い切った補強を行った。過去2回のシーズンMVPに輝くリーグを代表するセンターのモーゼス・マローンを獲得したのである。マローン獲得効果は絶大でシクサーズは新シーズンに65勝17敗の成績を収め、マローンは3回目のMVPを受賞。プレーオフも圧倒的な強さで勝ち上がり、ファイナルでもレイカーズを4戦全勝で破って優勝を果たした。カニンガムにとってもシクサーズにとっても、1967年以来の優勝となった。
優勝以後のシクサーズも毎シーズン50勝以上をあげる強豪として80年代中盤を過ごしたが、優勝には手が届かなかった。カニンガムは少しずつNBAでの生活に疲れ始め、チャールズ・バークレーが入団した1984-85シーズンを最後にコーチから退いた。コーチキャリアは8シーズン650試合で454勝196敗（勝率 .698）、全シーズンでプレーオフ出場を果たし、ファイナル進出は3回、優勝は1回である。カニンガムはNBA史上最速で200勝、300勝、400勝に達したコーチである。コーチとしてのカニンガムはその情熱的な采配ぶりで有名であり、コートのサイドラインを誰よりも動き回ったという。

### ブロードキャスト
コーチ職から離れたカニンガムは、トム・ヘインソーンの後を継いでCBSのスポーツ解説者となり、人気を博した。その後マイアミへのNBAチーム誘致活動のためにCBSを離れ、1988年にはマイアミ・ヒートが誕生。カニンガムは小口オーナーとしてヒートの誕生に関わった。その後カニンガムは1994年にヒートの株式を売却し、CBSの解説者に復帰した。

## 選手像とその業績
元フィラデルフィア・76ersゼネラルマネージャーのパット・ウィリアムスはこう語る。「ビリーの人生を振り返ることは素晴らしいことだ。彼は高校でスーパースターだった。そしてノースカロライナ大学に行き、オールアメリカンになった。ドラフトでは1巡目指名だ。オールスターにもなった。彼はコーチになって最も素晴らしい勝率を残した。解説者としても成功したし、NBAのエクスパンションも成功させた。信じがたい。注目に値する人生だ」。彼は正に伝説を歩むための教則本を読んだかのようなキャリアを過ごしたのである。素晴らしい跳躍力と多彩な才能を持つカニンガムは、毎シーズン得点、リバウンド、アシスト、スティールで高い数字を残す優れたオールラウンドプレーヤーだったが、彼の最大の特徴はその勝利への強い意志と激しい気性だった。得点やリバウンド以外にもパーソナルファウル数でも毎シーズン、リーグの上位に入っており、テクニカルファウルの数や失格退場の回数も非常に多い選手だった。あるシーズンでは32回のテクニカルファウルを貰い、その度に50ドルの罰金を払った。カニンガム自身、「私は感情的な人間だ。感情をリリースしない私は、もはや私ではない」と自身について語っている。一方で選手としてのカニンガムは確かな実力の持ち主だった。ジョン・ハブリチェックはカニンガムのプレー振りをこう評している。「彼は一所に留まることが不可能なほどに速く、高く跳べた。それに彼は良いチームプレーヤーで、パスも素晴らしい」。

## 個人成績

### レギュラーシーズン
| シーズン     | チーム       | GP  | GS  | MPG  | FG%  | 3P%  | FT%  | RPG  | APG | SPG | BPG | PPG  |
| ------------ | ------------ | --- | --- | ---- | ---- | ---- | ---- | ---- | --- | --- | --- | ---- |
| 1965-66      | PHI          | 80  | ... | 26.7 | .426 | ...  | .634 | 7.5  | 2.6 | ... | ... | 14.3 |
| 1966-67      | PHI          | 81  | ... | 26.8 | .459 | ...  | .686 | 7.3  | 2.5 | ... | ... | 18.5 |
| 1967-68      | PHI          | 74  | ... | 28.1 | .438 | ...  | .723 | 7.6  | 2.5 | ... | ... | 18.9 |
| 1968-69      | PHI          | 82  | ... | 40.8 | .426 | ...  | .737 | 12.8 | 3.5 | ... | ... | 24.8 |
| 1969-70      | PHI          | 81  | ... | 39.4 | .469 | ...  | .729 | 13.6 | 4.3 | ... | ... | 26.1 |
| 1970-71      | PHI          | 81  | ... | 36.9 | .462 | ...  | .734 | 11.7 | 4.9 | ... | ... | 23.0 |
| 1971-72      | PHI          | 75  | ... | 38.6 | .461 | ...  | .712 | 12.2 | 5.9 | ... | ... | 23.3 |
| 1972-73      | CAR          | 84  | ... | 38.7 | .487 | .286 | .789 | 12.0 | 6.3 | 2.6 | ... | 24.1 |
| 1973-74      | CAR          | 32  | ... | 37.2 | .471 | .125 | .797 | 10.3 | 4.7 | 1.8 | .7  | 20.5 |
| 1974-75      | PHI          | 80  | ... | 35.7 | .428 | ...  | .777 | 9.1  | 5.5 | 1.1 | .4  | 19.5 |
| 1975-76      | PHI          | 20  | ... | 32.0 | .410 | ...  | .773 | 7.4  | 5.4 | 1.2 | .5  | 13.7 |
| 通算         | 通算         | 770 | ... | 34.9 | .452 | .263 | .730 | 10.4 | 4.3 | 1.8 | .5  | 21.2 |
| オールスター | オールスター | 5   | ... | 22.6 | .482 | .000 | .800 | 5.8  | 2.6 | 1.0 | .0  | 13.2 |

### プレーオフ
| 年度 | チーム | GP | MPG  | FG%  | 3P%  | FT%  | RPG  | APG | SPG | BPG  | PPG  |
| ---- | ------ | -- | ---- | ---- | ---- | ---- | ---- | --- | --- | ---- | ---- |
| 1966 | PHI    | 4  | 17.3 | .161 | ...  | .846 | 4.5  | 2.5 | ... | ...  | 5.3  |
| 1967 | PHI    | 15 | 22.6 | .376 | ...  | .656 | 6.2  | 2.2 | ... | ...  | 15.0 |
| 1968 | PHI    | 3  | 28.7 | .558 | ...  | .824 | 7.3  | 3.3 | ... | .... | 20.7 |
| 1969 | PHI    | 5  | 43.4 | .419 | ...  | .632 | 12.6 | 2.4 | ... | ...  | 24.4 |
| 1970 | PHI    | 5  | 41.0 | .496 | ...  | .667 | 10.4 | 4.0 | ... | ...  | 29.2 |
| 1971 | PHI    | 7  | 43.0 | .472 | ...  | .701 | 15.4 | 5.7 | ... | ...  | 25.9 |
| 1973 | CAR    | 12 | 39.3 | .502 | .250 | .687 | 11.8 | 5.1 | ... | ...  | 23.5 |
| 1974 | CAR    | 3  | 20.3 | .290 | .000 | .800 | 5.3  | 2.0 | 1.3 | .0   | 7.3  |
| 通算 | 通算   | 54 | 32.4 | .440 | .167 | .688 | 9.5  | 3.6 | 1.3 | .0   | 19.6 |

## コーチ戦績

### NBA
| チーム | シーズン | G   | W   | L   | W–L% | シーズン結果        | PG  | PW | PL | PW–L% | 最終結果                 |
| ------ | -------- | --- | --- | --- | ---- | ------------------- | --- | -- | -- | ----- | ------------------------ |
| PHI    | 1977–78  | 76  | 53  | 23  | .697 | アトランティック1位 | 10  | 6  | 4  | .600  | カンファレンス決勝敗退   |
| PHI    | 1978–79  | 82  | 47  | 35  | .573 | アトランティック2位 | 9   | 5  | 4  | .556  | カンファレンス準決勝敗退 |
| PHI    | 1979–80  | 82  | 59  | 23  | .720 | アトランティック2位 | 18  | 12 | 6  | .667  | NBAファイナル敗退        |
| PHI    | 1980–81  | 82  | 62  | 20  | .756 | アトランティック2位 | 16  | 9  | 7  | .563  | カンファレンス決勝敗退   |
| PHI    | 1981–82  | 82  | 58  | 24  | .707 | アトランティック2位 | 21  | 12 | 9  | .571  | NBAファイナル敗退        |
| PHI    | 1982–83  | 82  | 65  | 17  | .793 | アトランティック1位 | 13  | 12 | 1  | .923  | NBAチャンピオン          |
| PHI    | 1983–84  | 82  | 52  | 30  | .634 | アトランティック2位 | 5   | 2  | 3  | .400  | 1回戦敗退                |
| PHI    | 1984–85  | 82  | 58  | 24  | .707 | アトランティック2位 | 13  | 8  | 5  | .615  | カンファレンス決勝敗退   |
| 通算   | 通算     | 650 | 454 | 196 | .698 |                     | 105 | 66 | 39 | .629  |                          |